# Destination Duralex

Destination Duralex (Testar le robot, Destination Duralex) est une bande dessinée réalisée par François Corteggiani (scénario), Philippe Bercovici (dessinateur) et Geneviève Penloup (couleurs) publiée pour la première fois en 1987 par Fleurus.

## Synopsis
Le professeur Balthazar Duralex, génie distrait et désordonné et son neveu Gaspard reçoivent un robot ultra puissant et sophistiqué : Testar, malheureusement affublé d'un vice de forme qui lui fait répéter certaines phrases. 
Le professeur est enlevé par les services secrets de la Cépourlavie qui pensent qu'il est le robot.
Gaspard et Testar se lancent à la poursuite de cette dangereuse bande et découvrent la dictature de Cépourlavie.

## Personnages
Baltahzar Duralex
Savant et créateur de la fondation Duralex est un génial touche à tout
Garpard
Neveu de Balthazar
Kalkus
Mainate de Baltahzar
Testar
Robot distribué par la société Pussédisket capable d'étirer bras et jambes, très rapide et malin

## Albums
- Fleurus, 1987  (ISBN 9782215008958).